# سفارة كندا لدى السعودية
سفارة كندا لدى السعودية هي الممثلية الدبلوماسية العليا لدولة كندا لدى المملكة العربية السعودية. تقع السفارة في حي السفارات في الرياض.